# Alberto Picchi
Alberto Picchi (Livorno, Italia, 12 de agosto de 1997) es un futbolista italiano que juega en la posición de centrocampista.

## Carrera
Hizo su debut profesional en la Serie B con el SPAL el 17 de diciembre de 2016 en un partido contra el Pro Vercelli.
El 21 de agosto de 2019 firmó con Arezzo.
El 26 de agosto de 2021 se incorporó Lucchese con un contrato por un año.
El 1 de septiembre de 2022, Picchi firmó un contrato plurianual con Siena.

## Clubes
| Club                                    | País   | Año       |
| --------------------------------------- | ------ | --------- |
| Empoli Football Club                    | Italia | 2016-2019 |
| S.P.A.L. (cedido)                       | Italia | 2016-2017 |
| Unione Sportiva Pistoiese 1921 (cedido) | Italia | 2018      |
| Unione Sportiva Cremonese (cedido)      | Italia | 2018      |
| Unione Sportiva Pistoiese 1921 (cedido) | Italia | 2018-2019 |
| Società Sportiva Arezzo                 | Italia | 2019-2021 |
| Lucchese 1905                           | Italia | 2021-2022 |
| Associazione Calcio Robur Siena 1904    | Italia | 2022-     |